# Фрідріх Кельнер
Август Фрідріх Кельнер (нім. August Friedrich Kellner, 1 лютого 1885 — 4 листопада 1970) — німецький політичний діяч, військовий юрист. Організатор Соціал-демократичної партії Німеччини. Виступав в опозиції до Адольфа Гітлера і нацизму. Автор таємного щоденника «Mein Widerstand», в якому описав злочини нацизму.

## Біографія

### Сім'я та освіта

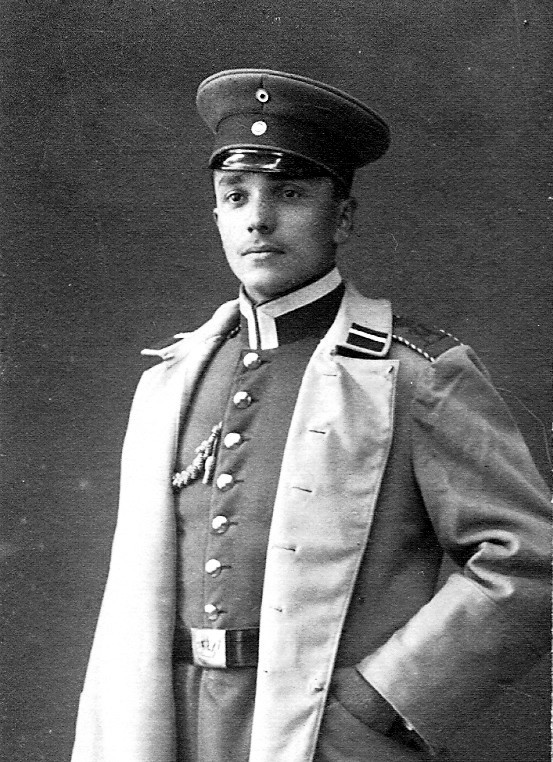
Фрідріх Кельнер в 1914 р.

Август Фрідріх Кельнер народився у Файгінген-ан-дер-Енці (нім. Vaihingen an der Enz) в Королівстві Вюртемберг (в сучасній південній Німеччині). Він був єдиною дитиною Георга Фрідріха Кельнера (нім. Georg Friedrich Kellner), пекаря з Арнштадту (Тюрингія), і Варвари Вільгельміни Вайглі (нім. Barbara Wilhelmine Vaigle) з Бітігхайму-Бісінгену (нім. Bietigheim-Bissingen). Родина Кельнерів була євангелічними лютеранами.
Фрідріх Кельнер закінчив основну (нім. Volksschule) і вищу (нім. Oberrealschule) школу в Майнці. В 1903 р. він став судовим клерком в суді м. Майнца. В 1920 р. його було призначено інспектором правосуддя. Він працював у суді аж до 1933 року.

### Військова служба і шлюб
Фрідріх Кельнер одружився з Пауліною Пройс (нім. Pauline Preuss нар. 19 січня 1888, пом. 8 лютого 1970) в 1913 році. У шлюбі народилася одна дитина, Карл Фрідріх Вільгельм Кельнер (нім. Karl Friedrich Wilhelm Kellner, англ. Fred William Kellner), у Майнці 29 лютого 1916 р.
З 1908 року, Фрідріх Кельнер знаходився у військовому резерві. Коли почалася Перша світова війна в 1914 році, він був призваний на дійсну службу, воював у Бельгії та Франції, перший бій мав місце на Марні. Під Реймсом, Франція, його було поранено, і він провів решту війни в 13-му армійському корпусі в Франкфурті-на-Майні.

### Політична активність
Фрідріх Кельнер став політичним організатором Соціал-демократичної партії Німеччини (СДПН) у Майнці. У 1920-х роках він виступав проти Комуністичної партії і Націонал-соціалістичної робітничої партії Німеччини. Під час своїх виступів Фрідріх Кельнер тримав над своєю головою книгу Адольфа Гітлера «Майн кампф» і викрикував у натовп: «Гутенберг, ваша друкарня зганьблена цією злою книгою». Члени фашистських загонів бойовиків, «штурмовики», часто намагалися перервати його мітинги.
У січні 1933 року, незадовго перед тим, як Гітлер репресував своїх політичних опонентів, Фрідріх Кельнер переселив свою родину в село Лаубах в землі Гессен, де він отримав посаду адміністратора районного суду. У 1935 році, з тим, щоб утримати свого сина від служби в армії Гітлера, Фрідріх Кельнер вислав його до США.
Коли сталася Кришталева ніч в листопаді 1938 року, Фрідріх Кельнер вимагав ставити звинувачення проти місцевих «штурмовиків» в м. Лаубах, які спричинили повстання проти євреїв. Розслідування було відкрито, але не проти «штурмовиків», а проти Фрідріха Кельнера і його дружини, з тим, щоб перевірити їхню спадщину і встановити, чи вони насправді були євреями. Попри фашистську владу, Фрідріх Кельнер продовжував виголошувати свої думки. У 1940 році міський голова Лаубаха та місцевий фашистський лідер партії погрожували відправити Фрідріха Кельнера в концентраційний табір, якщо він продовжуватиме чинити «поганий вплив» на людей міста. Доповідь, написана районним лідером фашистської партії Германом Енгстом (нім. Hermann Engst), показує, що влада планувала його покарати, коли буде зібрано достатньо доказів.

### Щоденник
Фрідріх Кельнер почав писати свій щоденник 1 вересня 1939 р. — в день, коли Гітлер наказав німецьким збройним силам напасти на Польщу. Він дав щоденнику назву Mein Widerstand, «яка може означати або „Моя опозиція“, або „Мій супротив“». Він рідко писав про свою особисту ситуацію у своєму щоденнику. Він писав про фашистських політиків і пропаганду, а також про неспровоковану гітлерівську агресію проти інших народів.

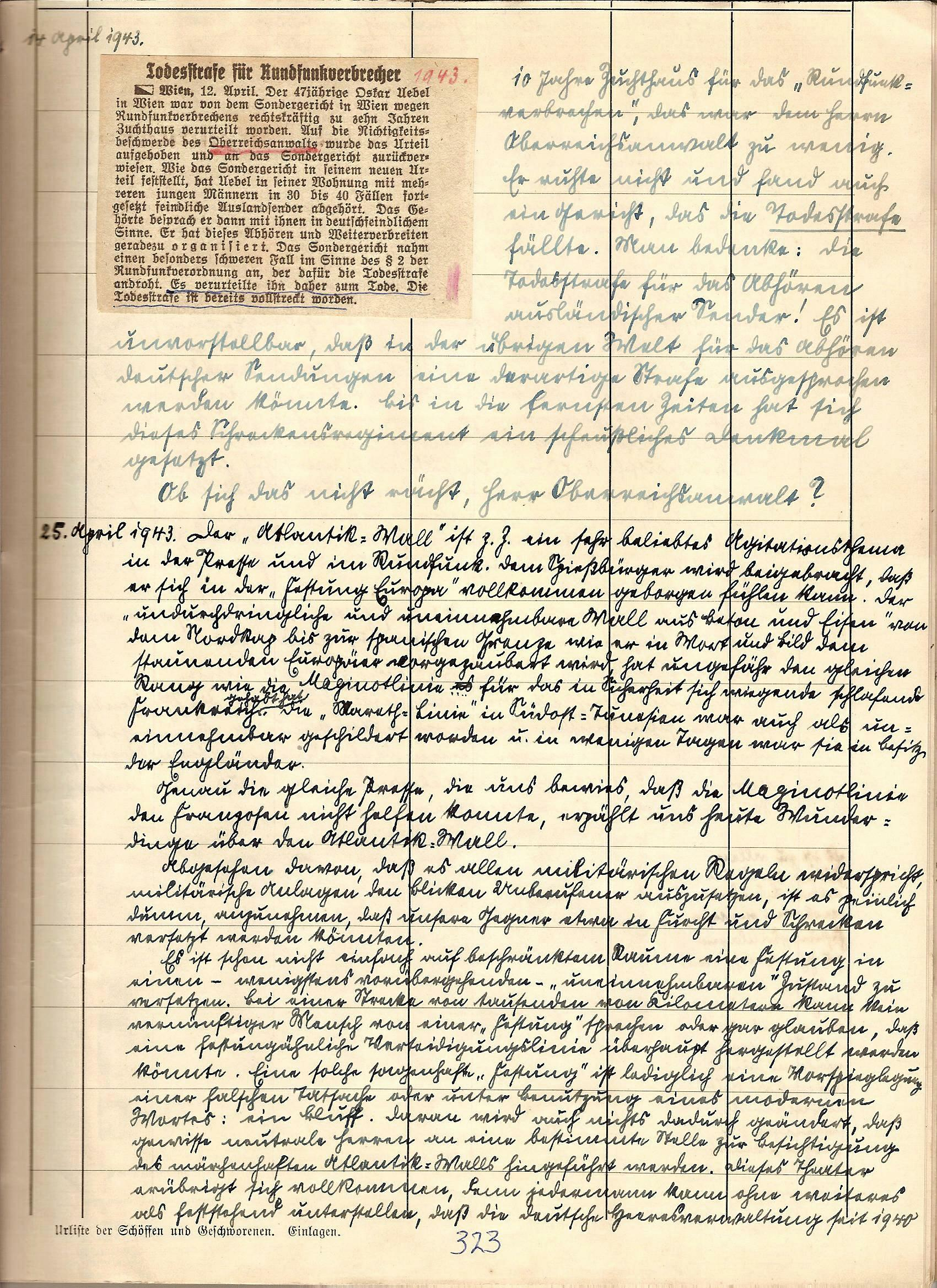
Сторінка з щоденника

Один з найважливіших історичних записів він написав у щоденнику 28 жовтня 1941 року. Цей запис чітко показує, що навіть у найменших містечках в Німеччині німецький народ добре обізнаний про геноцид євреїв:
Жовнір на відпочинку тут (в Лаубасі) розповів, що він був свідком страшних злиднів в окупованій Польщі. Він спостерігав, як голі єврейські чоловіки й жінки були поставлені перед довгими, глибокими ровами й за наказом СС були розстріляні українцями в голову, і впали в транші. Потім рів був наповнений брудом, що крики ще живих людей було чути.
Ці нелюдські звірства були настільки жахливі, що деякі українці, які були використані як інструменти, страждали нервовими зривами. Всі жовніри, які знали про ці звірячі дії нацистських недолюдей, висловили думку про те, що німецький народ повинен трястися в взутті через майбутню відплату. Але коли покарання прийде, то винні й невинні страждатимуть. Але оскільки дев'яносто дев'ять відсотків німецького населення є винним, прямо чи непрямо, у сучасній ситуації, ми можемо лише сказати, що ті, які подорожують разом, будуть триматися разом. 
Перед війною Фрідріх Кельнер не міг зрозуміти, чому голови демократичних держав не хотіли зупинити диктатора Гітлера від нарощування озброєнь в Німеччині. Тепер він запитує, чому вони так довго чекали, щоб напасти на Європейський континент, щоби протистояти німецькаму війську. 25 червня 1941 р.,він написав:

Дотепер державні діячі, через неймовірну короткозорість, не нехтують своїми обов'язками. Людство, збудіться! Напасти разом з усіма силами проти руйнівників світу! Ні відбитків, ні резолюцій, ні речей, ні „нейтралітету“. Наступ проти ворога людства!! 
У щоденнику до кінця війни Фрідріх Кельнер заповнив 10 зошитів обсягом 861 сторінка, рукописних у старій німецькі сценарії, званій «Саттерліна». Фрідріх Кельнер також вставив понад 500 газетних вирізок на сторінках свого щоденника.

### Після війни
Після війни Фрідріх Кельнер став заступником голови міста Лаубаха і допоміг видалити колишніх нацистів з позицій сили. Він відновив Соціал-демократичну партію в Лаубаху і став головою партії.
Він був головним інспектором справедливості і адміністратором суду Лаубаха до 1948 року, а потім був призначений авдитором в районі Гіссен аж до своєї відставки в 1950 році. З 1956 по 1960 рр. він знову служив як перший депутат міста і заступник голови Лаубаха.
Фрідріх Кельнер отримав компенсацію від Федеративної Республіки Німеччина в 1966 році через несправедливість, скоєну проти нього з боку нацистів: «Політична протилежність Кельнера була зауважена володарями, і вони виконали дії проти нього. Це було відкрите протистояння Кельнера до націонал-соціалізму, яке запобігло можливості просування в службі і пошкодило його службі».
8 лютого 1970 р. після п'ятдесяти семи років шлюбу його дружина Павліна померла. 4 листопада 1970 р. помер і сам Фрідріх Кельнер. Він і його дружина поховані разом на головному цвинтарі (нім. Hauptfriedhof) в Майнці.

## Прийняття щоденника

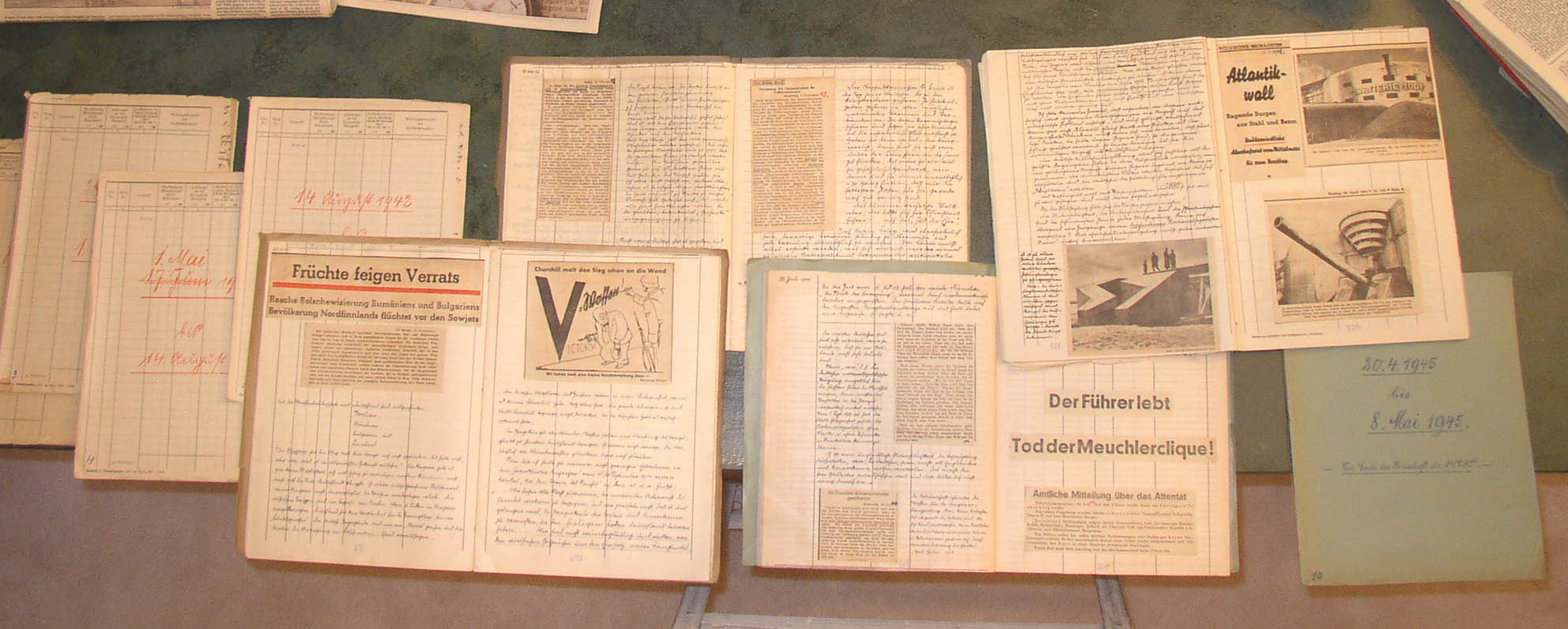
Томи щоденника.

Фрідріх Кельнер думав, що його страждання під час Другої світової війни можуть вплинути на пом'якшення триваючих воєнних дій у світі. Він дав свій щоденник своєму американському внуку, д-ру Роберту Скотту Кельнеру, в 1968 році, на переклад і поширення в світі.
Щоденник Августа Кельнера є найважливішим у боротьбі з історичними ревізіоністами, які заперечують Голокост та інші нацистські звірства.

## Виставки
Квітень — травень 2005 року: Президентська бібліотека і музей в імені Джорджа Буша (англ. George Bush), в Коледж Стейшн, Техас (англ. College Station, Texas), в пам'ять 60-річчя дня «Перемоги в Європі».
Вересень 2005 року: Гійматмузей Фрідеріціанум (нім. Heimatmuseum Fridericianum) в Лаубасі, Німеччина. У 2007 році це було зроблено постійною експозицією факсиміле щоденника і історичними фотографіями.
Травень — серпень 2006 2005 року: Музей Голокосту в Х'юстоні, Техас (англ. Holocaust Museum Houston, Houston, Texas).
Жовтень 2007 2005 року: Стара синагога в Стокгольмі, Стокгольм, Швеція.
10 листопада 2008 р.: Бібліотека в імені Дага Хаммаршельда в Організації Об'єднаних Націй в Нью-Йорку
Грудень 2009 року: Фрідріха Еберта Стіфтунг, Берлін, Німеччина.
Лютий 2010 року: Геген Вергесен фур Демократіе (нім. Gegen Vergessen für Demokratie), в Боні, Німеччина.
Травень — грудень 2010 року: Президентська бібліотека і музей в імені Двайта Ейзенхауера (англ. Dwight Eisenhower), в Абіліні, Канзас, США (англ. Abilene, Kansas).

## Публікація щоденника
Голокостна дослідницька літературна група (нім. Arbeitsstelle Holocaustliteratur) в університеті Ґессена (нім. Giesse) імені Юстуса Лібіха (нім. Justus Liebig) встановила проект в імені Кельнера і готується до видання щоденника у 2010 році.

## Документальний фільм
«Моя опозиція: Щоденники Фрідріха Кельнера» був проведений в 2007 році ССІ Розваги в Торонті, Канада. Документальний фільм був знятий в Німеччині, Канаді та Сполучених Штатах Америки. Використовуючи реконструкції, архівні зйомки і інтерв'ю, фільм переплітає життя Августа Кельнера та його внука, Роберта Скотта Кельнера.
Фільм був вперше показаний на канадському телебаченні в 2007 році, і він був показаний в листопаді 2008 року в Організації Об'єднаних Націй в пам'ять 70-ї річниці Кришталевої ночі.